# Antonio Picco
Antonio Picco (Udine, 31 agosto 1828 – Udine, 15 giugno 1897) è stato un patriota, pittore e scrittore italiano.

## Biografia
Iniziò lo studio della pittura con Giovanni Mattioni ma presto venne conquistato dagli ideali di indipendenza dell’Italia dall'Impero austriaco che si andavano diffondendo in quegli anni e nel 1848 aderì alla legione friulana combattendo per il suo ideale. Ritornato nella sua città natale, nel settembre del 1849, continuò a occuparsi della lotta per l'indipendenza con scritti e partecipazione a eventi correlati.
La sua prima produzione pittorica è legata ai moti di indipendenza e alle lotte contro l'Impero austriaco. Ebbe come maestro il pittore corregionale Giovanni Battista Benardelli che aveva partecipato a Parigi al movimento della scuola di Barbizon. Come il suo maestro fu un paesaggista e decoratore e molti suoi affreschi e pitture murali sono presenti in alcuni palazzi della sua regione come ad esempio nel palazzo de Brandis a Udine e il palazzo Locatelli a Cormons.
Dei suoi dipinti è rimasto poco e la loro conoscenza è essenzialmente dovuta a fonti cartacee documentali. Da queste risultano sue opere a villa Sabbadini-Truant di San Giorgio della Richinvelda dove vennero realizzati paesaggi di Napoli visti dalla Reggia di Capodimonte e del golfo di Palermo. Altre opere realizzò in alcuni palazzi di Udine.
Nel 1883 partecipò, con diverse opere, all’Esposizione di Udine. Qui terminò, molto probabilmente, il suo impegno totale con l'arte poiché passo a dedicarsi alla professione di pubblista scrivendo sui quotidiani della sua città: il Giornale di Udine e La Patria del Friuli.
Parte di questa sua produzione letteraria viene conservata presso la Biblioteca civica di Udine.
Morì all’ospedale civile di Udine il 15 giugno 1897. Un suo ritratto, del pittore Giovanni Battista Sello, è esposto nei Civici musei e gallerie di storia e arte di Udine.